# John Raleigh Mott
John Raleigh Mott (Nova York, EUA 1865 - Orlando 1955) fou el líder de l'Associació de Joves Cristians, coneguda amb l'acròstic YMCA, i fou guardonat amb el Premi Nobel de la Pau el 1946, juntament amb Emily Greene Balch.

## Biografia
Mott nasqué el 25 de maig de 1865 a la ciutat de Nova York però de ben petit es traslladà fins a Postville, a l'estat d'Iowa, on el seu pare va treballar en mercaderies i posteriorment arribà a ser alcalde de la ciutat. Als 16 anys entrà a estudiar a la Universitat d'Iowa, una universitat metodista, religió que Mott adoptà ràpidament.
John Raleigh Mott morí a la ciutat d'Orlando, situada a l'estat nord-americà de Florida, on s'havia retirat, el 31 de gener de 1955.

## Associacionisme cristià
El 1886 participà en la Primera Conferència Mundial de Cristians, emparada sota l'associació YMCA, una organització repartida arreu del món amb l'objectiu del desenvolupament social dels joves dins els ideals cristians, representant la Universitat de Cornwell, en la qual es llicencià en filosofia i lletres. El 1888 entrà a treballar en la secretaria de l'associació cristiana com a secretari nacional. El 1910 presidí la Conferència d'Edimburg dedicada a les Missions i que fou un clar precursor del moviment ecumènic actual. El 1915 fou escollit President del Comité Internacional del YMCA, càrrec que ocupà fins al 1928, i des de 1926 fins al 1937 President del Comité Mundial del YMCA.
Fou un dels principals valedors de la Concili Mundial d'Esglésies de 1948, del qual fou elegit president honorari. Rebé diverses ofertes del President dels Estats Units Thomas Woodrow Wilson per entrar a formar part del seu gabinet polític, ofertes que sempre rebutjà, tot i que participà en diverses missions mediadores entre els Estats Units i Mèxic o Rússia.
El 1946 fou guardonat, al costat de la sindicalista nord-americana Emily Greene Balch, amb el Premi Nobel de la Pau pel seu treball a establir i consolidar pont entre les organitzacions estudiantils cristianes internacionals per a promoure la pau.

## Reconeixements
En honor seu s'anomenà l'asteroide (52291) Mott descobert el 10 d'octubre de 1990 per Freimut Börngen i Lutz D. Schmadel.